# Intwine
Intwine war eine niederländische Rockband aus Tilburg, welche im Jahre 2002 gegründet wurde. Die Ursprungsmitglieder kam alle von der Fontys Rockacademy.
2003 war Sänger Roger Peterson Finalist der Fernsehserie Idols, dem niederländischen DSDS-Pendant, lehnte den Plattenvertrag aber zu Gunsten seiner Band Intwine ab.
Bis heute veröffentlichte die Band vier Studio-Alben, die alle in den niederländischen Charts vertreten waren, und 13 Singles. Der Song Cruel Man, der auch Titelsong des Filmes De Dominee war, konnte in der Türkei sogar Platz 1 der Single-Charts erklimmen.
Im Oktober 2010 gab die Band auf ihrer Website ihre Auflösung bekannt.

## Geschichte
2002 ist die Bandgründung auf der Fontys Rockacademy in Tilburg.
Die erste Single der Band Happy? wurde auf Anhieb ein großer Erfolg in den Niederlanden und Belgien und erreicht direkt Platz 3 der dortigen Singleverkaufscharts. Das Debütalbum Intwine beinhaltet drei weitere Erfolgssingles: Way out, Get outta my head und Let me be. Die Band erhält noch im selben Jahr eine Nominierung für einen belgischen TMF-Award und den niederländischen Edison Award.
- 2004 steuert Intwine den Titelsong Cruel Man zum niederländischen Kinoerfolg De Dominee bei, das dem zweiten Album „Perfect“ zu einem noch größeren Erfolg als dem Debüt verhilft. Cruel Man klettert in den türkischen Charts sogar bis auf die Platz Nr. 1.
- 2005 wird die Band nochmals für einen Edison Award nominiert.
- 2006 schreibt die Bands neue Songs für das dritte Album und platziert u. a. den Song Feel It auf dem Soundtrack des Filmes Nachtrit.
- 2008 unterschreibt die Band einen Plattenvertrag bei dem deutschen Schallplattenlabel Tiefdruck-Musik, und beginnt an der Arbeit zum Album Kingdom Of Contradiction.
- Am 14. August 2009 veröffentlicht Intwine schließlich Kingdom Of Contradiction und verzeichnet somit seine erste Veröffentlichung außerhalb ihrer Heimat.

Das Album steigt direkt in die deutschen Metal Rock Charts („MRC 30“) ein und stieg bis auf Platz 7. In den Niederlanden sinken die Verkaufszahlen allerdings mit dem Stil-Wechsel vom Reggae-beeinflussten Pop-Rock der ersten beiden Alben zum düsteren Rock-Album Pyrrhic Victory bis hin zur letzten Veröffentlichung Kingdom of Contradiction, die sehr vom Industrial beeinflusst ist, stetig.
Am 16. Oktober 2010 verkündet die Band ihre Auflösung auf ihrer offiziellen Website. Am 18. Oktober 2010 bestätigt das Label Tiefdruck-Musik das Ende der Band auf seiner Website.

## Diskografie

### Alben
| Jahr | Titel                    | Höchstplatzierung, Gesamtwochen, AuszeichnungChartsChartplatzierungen (Jahr, Titel, Platzierungen, Wochen, Auszeichnungen, Anmerkungen) | Anmerkungen |
| Jahr | Titel                    | NL | Anmerkungen |
| ---- | ------------------------ | --- | ----------- |
| 2003 | Intwine                  | NL17 (21 Wo.)NL |             |
| 2004 | Perfect                  | NL18 (28 Wo.)NL |             |
| 2006 | Pyrrhic Victory          | NL43 (4 Wo.)NL |             |
| 2009 | Kingdom of Contradiction | NL71 (1 Wo.)NL |             |

### Singles
| Jahr | Titel Album                                      | Höchstplatzierung, Gesamtwochen, AuszeichnungChartsChartplatzierungen (Jahr, Titel, Album, Platzierungen, Wochen, Auszeichnungen, Anmerkungen) | Anmerkungen |
| Jahr | Titel Album                                      | NL | Anmerkungen |
| ---- | ------------------------------------------------ | --- | ----------- |
| 2003 | Happy? Intwine                                   | NL3 (14 Wo.)NL |             |
| 2003 | Way Out Intwine                                  | NL22 (5 Wo.)NL |             |
| 2003 | Get Outta My Head Intwine                        | NL32 (5 Wo.)NL |             |
| 2004 | Cruel Man – Thema Uit De Film De Dominee Perfect | NL7 (17 Wo.)NL |             |
| 2005 | You Perfect                                      | NL38 (2 Wo.)NL |             |

Weitere Singles
- 2004: Let Me Be (Intwine)
- 2005: Slow Down (Perfect)
- 2006: Peace of Mind
- 2006: Feel It (Pyrrhic Victory)
- 2007: The Chosen (Assassin’s Creed) (feat. Brainpower)
- 2008: Solo Pyrrhic (Pyrrhic Victory)
- 2009: Perfect (Kingdom of Contradiction)
- 2009: Walking on the Moon (Kingdom of Contradiction)